# 卡洛斯·卢纳
卡洛斯·卢纳（1982年—），阿根廷足球运动员，现在效力于河床竞技俱乐部。
卡洛斯·卢纳在阿根廷足球甲级联赛2012年秋季联赛中打入12球，位居射手榜第1位。